# Elisabeth Eichholz
Elisabeth Eichholz (Elisabeth Kleinhans de soltera) (Wolmirstedt, Saxònia-Anhalt, 12 de novembre de 1939) va ser una ciclista alemanya de l'Est. El 1965 va guanyar el Campionat del món en ruta. També aconseguí quatre campionats nacionals.

## Palmarès
- 1961
  - Campiona de la RDA en ruta
- 1962
  - Campiona de la RDA en ruta
- 1964
  - Campiona de la RDA en ruta
- 1965
  - Campiona de la RDA en ruta